# Синдром Дабина — Джонсона
Синдром Дабина — Джонсона — энзимопатическая желтуха, редкий пигментный гепатоз, характеризующийся нарушением экскреции связанного билирубина из гепатоцитов в желчные капилляры, что приводит к регургитации билирубина.
Причина заболевания обусловлена наследственным дефектом АТФ-зависимой транспортной системы канальцев гепатоцитов. Задержка билирубина в гепатоцитах связана с извращением в них метаболизма адреналина, в результате чего происходит не только накопление билирубина, но и меланина, с дальнейшим развитием меланоза печени.

## Эпидемиология
Синдром Дабина — Джонсона распространён среди иранских евреев и жителей Афганистана в ассоциации с частотой 1:1300.
У 60 % больных выявляется снижение активности протромбина вследствие низких значений фактора коагуляции VII.
В 70 % случаев синдром Дабина — Джонсона проявляется в молодом возрасте, очень редко у людей старше 50 лет.
Заболевание не влияет на продолжительность жизни пациентов.

## Этиология
Синдром Дабина — Джонсона заболевание с аутосомно-рецессивным типом наследования. Генетический дефект заключается в появлении мутации в гене, кодирующем белок, который является ионным каналом, транспортёром органических анионов (cMOAT).
В результате гепатобилиарный транспорт билирубина и органических анионов нарушается. В крови увеличивается содержание фракции конъюгированного билирубина, в моче — билирубинурия.
Конъюгационная желтуха (конъюгированная гипербилирубинемия) диагностируется, если содержание прямой фракции билирубина превышает 0,3 мг/дл (5,2 мкмоль/л), а показатель общего сывороточного билирубина более 2,0 мг/дл (34,2 мкмоль/л) или если содержание прямой фракции билирубина составляет более 15 % от показателя общего сывороточного билирубина, который превышает 2,0 мг/дл. В целом для синдрома Дабина — Джонсона характерно повышение уровня общего билирубина до 50-100 мкмоль/л и выше.

## Морфология
Особенностью этого синдрома является изменение цвета печени: она становится зеленовато-серой или коричневато-чёрной. Макроскопически в ткани печени определяются темные пятна («шоколадная печень, чёрная печень»), появление которых связывают с нарушением секреции метаболитов тирозина, триптофана, фенилаланина.
Структура печени остаётся нормальной. Отложение пигмента также происходит в селезёнке.
Гепатоциты и клетки Купффера заполнены тёмным пигментом, который выявляется при окрашивании на липофусцин, преимущественно в центре долек.
При электронной микроскопии пигмент выявляется в плотных тельцах, связанных с лизосомами, выявляются нормальные жёлчные канальцы с интактными микроворсинками. Лизосомы имеют неровные контуры, увеличены, заполнены зернистым содержимым и часто — жировыми капельками, связанными с мембраной.

## Клиническая картина
Синдром Дабина — Джонсона — очень редкое заболевание, встречающееся преимущественно у мужчин молодого возраста, в некоторых случаях — с рождения. Клиническая симптоматика более ярко выражена, чем при других формах гипербилирубинемии. Отмечают повышенную утомляемость, плохой аппетит, боли в правом подреберье вплоть до колик, диарею. Желтуха может быть постоянной, а также сопровождаться нерезким кожным зудом. Диспепсические кризы возникали чаще, самочувствие всегда плохое. Иногда диспепсическим расстройствам предшествует 2-3-дневный продромальный период с лёгкой гиперемией зева, субфебрильной температурой. У некоторых больных заболевание десятилетиями протекает бессимптомно. Печень нормальных размеров или выступает на 1 — 2 см из-под края рёберной дуги.
Печень больных не может адекватно экскретировать билирубин, бромсульфалеин и контрастные препараты для холецистографии. Вследствие этого выявляют отклонение от нормы содержания билирубина, бромсульфалейновой пробы и активности щелочной фосфатазы, а также частое отсутствие тени жёлчного пузыря при холецистографии. При раздельном исследовании фракции билирубина преобладает прямой билирубин. В соответствии с этим при синдроме Дабина — Джонсона наблюдается билирубинурия.

## Диагностика

### Физикальные методы обследования
В результате внешнего осмотра выявляется иктеричность (желтушность) кожного покрова и слизистых оболочек.

### Лабораторные исследования
Обязательные:
• общий анализ крови;
• общий анализ мочи;
• билирубин крови — повышение конъюгированного билирубина;
• билирубин мочи — повышен
• проба с фенобарбиталом — снижение уровня билирубина на фоне приёма фенобарбитала;
• ферменты крови (АсНТ, АлАТ, ГГТП, ЩФ) — возможно умеренное повышение;
• бромсульфалеиновая проба — повышение уровня в сыворотке кривой выведения через 90 мин в сравнении с таковым через 45 мин;
• уровень общего копропорфирина в суточной моче — не изменён;
• уровень изомера копропорфирина типа I в суточной моче — увеличение.
При наличии показаний:
• маркеры вирусов гепатита B, С, D — для исключения вирусных гепатитов.

### Инструментальные и другие методы диагностики
Обязательные:
• УЗИ органов брюшной полости (определение размеров и состояния паренхимы печени — обычно умеренно увеличены; размеры, форма, толщина стенок желчного пузыря и желчных протоков — не изменены, конкременты отсутствуют; размеры селезёнки — нередко бывают увеличены);
• пероральная или внутривенная холецистография — запаздывание или полное отсутствие контрастирования желчного пузыря и желчных протоков.
При наличии показаний:
• пункционная биопсия печени — обнаружение в гепатоцитах печени характерного пигмента;
• диагностическая лапароскопия — характерное чёрное окрашивание печени.

### Консультации специалистов
Обязательные:
• терапевт.
При наличии показаний:
• клинический генетик — с целью верификации диагноза.

### Дифференциальная диагностика
Проводится с другими гипербилирубинемиями (синдром Криглера — Найяра, Жильбера, Ротора), вирусным гепатитом, хроническим гепатитом проявляющимся холестатическим синдромом,
механической желтухой, первичным билиарным циррозом.
В диагностике помогают особенности бромсульфанеиновой пробы, малоизменены другие функциональные пробы, часто семейный характер и начало болезни в детстве или юношеском возрасте.
При необходимости — лапароскопия, пункционная биопсия.

## Лечение
1. Стремление избежать провоцирующих факторов (инфекции, физические и психические нагрузки, употребление алкоголя и гепатотоксичных лекарств)
2. Противопоказана инсоляция
3. Диета с ограничением тугоплавких жиров и продуктов содержащих консерванты. Витамины группы В.
4. Рекомендуются желчегонные средства.
5. Санация хронических очагов инфекции и лечение имеющейся патологии желчевыводящих путей.

Критерии эффективности лечения
Уменьшение интенсивности или устранение желтухи. Нормализация (достоверное уменьшение) уровня билирубина в крови.
Продолжительность лечения — в течение всей жизни.

## Профилактика
Родители, имеющие детей, страдающих этим синдромом, должны проконсультироваться у генетика перед планированием очередной беременности. Аналогичным образом следует поступать, если у родственников семейной пары, собирающейся иметь детей, диагностирован.